# Голем: Початок
Голем: Початок (англ. The Golem) — ізраїльський містичний фільм жахів 2018 року, знятий режисерами братами Дороном та Йоавом Пазами за сценарієм Аріеля Коена. Сюжет фільму заснований на єврейській легенді про Голема. Основні зйомки відбулися влітку 2017 року поблизу Києва. Прем'єра фільму відбулася 27 серпня 2018 року Лондонському кінофестивалі FrightFest.

## Сюжет
Події відбуваються у 1673 році у литовському селі з невеликою ізольованою єврейською громадою. В селі життя проходить спокійно, поки в інших поселеннях не з'явилася чума. Оскільки село ізольоване, сюди чума не дійшла, але сусіди вважають, що це євреї наслали прокляття на інші села. Під час весілля вагітної Ребекки приїжджає група селян у чумних масках. Їхній лідер Володимир звинувачує знищити село, якщо нікому не вдається вилікувати його дочку.
Подружжя Ганни та Бенджаміна тяжко переживають загибель сина 7 років тому. Жінці спадає на думку, що використавши древні заклинання, вона може прикликати до життя істоту — сильного захисника їй та усьому їхньому поселенню. Істота із глини з'являється і приймає вигляд її загиблого сина. Один за одним йдуть із життя вороги Ганни та усі, хто бажав їй зла. Але створюючи голема жінка не знала, що він керований силою набагато страшнішою аніж та, що їй загрожувала до його появи.
Побоюючись, що голем став небезпекою для села, Бенджамін збирає міньян. Він заманює Голема в синагогу, і Горровіц намагається вбити його, використовуючи прокляття смерті Пульса де-нура. План майже вдається до тих пір, поки Володимир, який повернувся після смерті дочки, не починає розводити багаття навколо села, відволікаючи їх. Голем вбиває Горровиця. Володимир збирається вбити Ганну, але голем витягає його серце, а потім намагається вбити всіх, хто знаходиться в полі зору, поки Бенджамін знову не благає Ганну. Ганна цілує Голема на прощання, виймаючи з його рота сувій з імені Бога, вбиваючи його.

## Актори
| Актор             | Роль      |
| ----------------- | --------- |
| Гані Фурстенберг  | Ганна     |
| Ішай Голан        | Бенжамін  |
| Брюні Фурстенберг | Перла     |
| Аді Кветнер       | Яків      |
| Ленні Равич       | Горовиць  |
| Олексій Тритенко  | Володимир |
| Кирило Черняков   | голем     |